# Poul Hartling
Poul Hartling (Copenaghen, 14 agosto 1914 – Copenaghen, 30 aprile 2000) è stato un politico danese, ministro di Stato della Danimarca dal 19 dicembre 1973 al 13 febbraio 1975, alto commissario delle Nazioni Unite per i rifugiati dal 1978 al 1985..

## Biografia
Poul Hartling nacque a Sundby, Copenaghen, suo padre era l'ispettore scolastico Mads R. Hartling, che divenne ministro dell'istruzione nel governo di Knud Kristensen dal 1945 al 1947. Si è laureato in teologia presso l'Università di Copenaghen. Ha lavorato come docente accademico in questa università e ha anche esercitato la professione di pastore. Fu direttore e poi rettore del seminario fondato da Natalie Zahle.

## Carriera politica

### Primi passi: deputato e ministro
Iniziò l'attività politica nel partito liberale Venstre. Nel 1957 fu eletto al Folketinget, ma nel 1960 perse il seggio parlamentare. Tornò al parlamento danese nel 1964 e divenne capogruppo. Sempre nel 1965 divenne il nuovo presidente di Venstre, in sostituzione di Erik Eriksen. Ha guidato il partito fino al 1977, quando è stato succeduto da Henning Christophersen. Poco dopo la sua elezione, si è mostrato disponibile a cooperare con il partito social-liberale Sinistra Radicale. Il risultato di questa collaborazione fu una coalizione di governo formatasi nel 1968. Nel governo allora presieduto da Hilmar Baunsgaard, Poul Hartling assunse la carica di ministro degli Affari esteri, che mantenne fino al 1971.

### Elezioni del 1973: ministro di Stato
Nelle elezioni del 1973 i liberali conquistarono il terzo posto con 22 seggi. Nessuno dei partiti riuscì a formare una governo di maggioranza. Infine, nel dicembre 1973, Poul Hartling formò un governo di minoranza monocolore. Ha ricoperto la carica di primo ministro fino al febbraio 1975. Il suo partito ha ottenuto 20 seggi al Folketinget nelle elezioni dello stesso mese, ma il nuovo governo verrà guidato dal leader dei Socialdemocratici, Anker Jørgensen.

## Alto commissario delle Nazioni Unite per i rifugiati
Lasciò la politica nazionale nel 1977 quando fu nominato nuovo alto commissario delle Nazioni Unite per i rifugiati. Ha ricoperto questa carica dal 1978 al 1985. Nel 1981, l'ufficio dell'UNHCR da lui diretto è stato insignito del Premio Nobel per la pace.